# Права ЛГБТ в Сомали
Лесбиянки, геи, бисексуалы и транссексуалы (ЛГБТ) в Сомали могут сталкиваться с юридическими трудностями, с которыми не сталкиваются остальные жители этой страны. Однополые сексуальные отношения караются смертной казнью в районах, контролируемых группой сомалийских террористов-исламистов Харакат аш-Шабаб, а также в Джубаланде. ЛГБТ-персоны регулярно преследуются государством [2][4] и дополнительно подвергаются стигматизации среди широких слоёв населения.

## Законность однополых отношений

### Итальянская Восточная Африка
В 1940 году Италия захватила Британский Сомали и присоединила его к Итальянской Восточной Африке. Хотя в Италии не было законов о гомосексуальности с 1890 года, фашистский режим по-прежнему наказывал за гомосексуальность. В 1941 году британцы вновь отвоевали Британский Сомали и восстановили свои законы, в том числе о содомии.

### Британский Сомали
В Британском Сомали применялся Уголовный кодекс Индии 1860 года до обретения независимости от Великобритании.

### Сомалийская республика
В 1964 году в Сомалийской республике вступил в силу новый уголовный кодекс. Кодекс гласит, что «всякий, кто имеет половые сношения с лицом того же пола, подлежит наказанию, если это деяние не составляет более тяжкого преступления, тюремным заключением на срок от трёх месяцев до трёх лет. Если деяние совершается как акт похоти, иное от плотских половых сношений назначенное наказание будет уменьшено на одну треть». С тех пор кодекс был отменён Соединённым Королевством, поскольку он был признан одним из самых дискриминационных законов, созданных бывшей мировой державой. С тех пор Соединённое Королевство легализовало гомосексуальность, гражданское партнёрство и однополые браки.

### Сомалийская Демократическая Республика
В соответствии со статьёй 409 Уголовного кодекса Сомали, введённой в 1973 году, половые сношения с лицом того же пола наказываются лишением свободы на срок от трёх месяцев до трёх лет. «Акт похоти», отличный от полового акта, наказывается лишением свободы на срок от двух месяцев до двух лет. Согласно статье 410 Уголовного кодекса Сомали, приговоры за гомосексуальные отношения могут сопровождаться дополнительными мерами наказания, обычно в форме полицейского надзора для предотвращения «повторного совершения преступления». Допускаются внесудебные казни.

### Федеральное правительство Сомали

#### Профилактика ВИЧ / СПИДа
Услуги по планированию семьи труднодоступны, как и информация о сексуальной активности людей, основанная на фактах. Сотрудники гуманитарных организаций заявили, что исламские социальные обычаи часто затрудняют публичное обсуждение путей распространения вируса. С 1999 года большая часть просвещения и помощи в связи с ВИЧ предоставляется международными организациями, такими как Организация Объединённых Наций.
Несмотря на это, в Сомали и соседней Эфиопии одни из самых низких показателей инфицирования ВИЧ на континенте. В то время как оценочный уровень распространённости ВИЧ в Сомали в 1987 году (первый год регистрации случаев) составлял 1% взрослого населения, по более поздним оценкам 2007 года он составляет лишь 0,5% взрослого населения страны.

#### ЛГБТ-организации
По сообщениям, по состоянию на 2004 год в Сомали существовала одна группа для ЛГБТ.

### Гражданская война
На территориях, контролируемых группой сомалийских террористов-исламистов Харакат аш-Шабаб, террористическая организация вводит строгое толкование шариата, которое прямо запрещает гомосексуальность. Наказание остаётся на усмотрении судьи и может быть вплоть до смертной казни.

## Условия жизни
В отчёте о правах человека Государственного департамента США за 2010 год установлено, что «сексуальная ориентация считается запретной темой, и публичное обсуждение этого вопроса не проводится ни в одном регионе страны», и что «не было сообщений о социальном насилии или дискриминации на почве сексуальной ориентации».

## Сводная таблица прав
| Тип | Статус |
| --- | --- |
| Однополые отношения                                                                                          | (Наказание: до трёх лет тюремного заключения в подконтрольных правительству районах) (Наказание: вплоть до казни в районах, контролируемых «Аш-Шабааб», и в Джубаланде) |
| Равный возраст согласия                                                                                      | No |
| Антидискриминационные законы только в сфере занятости                                                        | No |
| Антидискриминационные законы по предоставлению товаров и услуг                                               | No |
| Антидискриминационные законы во всех других областях (включая косвенную дискриминацию, разжигание ненависти) | No |
| Однополые браки                                                                                              | No |
| Признание однополых пар                                                                                      | No |
| Усыновление ребёнка однополыми парами                                                                        | No |
| Усыновление для одиноких людей независимо от сексуальной ориентации                                          | No |
| Разрешение для геев и лесбиянок открыто служить в армии                                                      | No |
| Право изменить юридический пол                                                                               | No |
| Доступ к ЭКО для лесбиянок                                                                                   | No |
| Суррогатное материнство для гей-пар                                                                          | No |
| Разрешение быть донорами крови для МСМ                                                                       | No |